# Insider - Faccia a faccia con il crimine
Insider - Faccia a faccia con il crimine è un programma televisivo condotto da Roberto Saviano, in onda nel 2022 in prima serata su Rai 3 con cadenza settimanale e in seguito reso disponibile sulla piattaforma RaiPlay.

## Il programma
La trasmissione racconta, attraverso una serie di reportage e interviste, il mondo della mafia e della criminalità organizzata. In ogni puntata Saviano intervista un personaggio diverso, tra cui collaboratori di giustizia, testimoni di giustizia e agenti infiltrati nelle organizzazioni criminali, persone di cui viene raccolta la memoria lucida dei crimini che hanno commesso o a cui hanno assistito. Diversi degli intervistati hanno il volto oscurato e talvolta la loro voce è modificata in quanto personaggi sottoposti a programma di protezione testimoni. Le interviste, oltre a tracciare dei quadri sulla storia della criminalità italiana, scavano spesso negli aspetti profondi della psicologia criminale e negli usi e costumi di tali mondi sotterranei del tessuto sociale.
Nella prima puntata Saviano descrive come il secondo comandamento si applichi anche ai boss del mondo mafioso, in particolare:
La seconda stagione è stata cancellata per direttiva governativa dopo che si erano registrate quattro puntate, già prodotte con contributi pubblici e inserite nel palinsesto, le quali sarebbero dovute andare in onda a partire da novembre 2023. Saviano, in occasione del Salone del libro 2024, annuncia che la seconda stagione verrà messa in onda sulla Rai.

## Prima edizione

### Puntata 1
La prima puntata è un'intervista ad Anna Carrino, ex compagna di Francesco Bidognetti, il boss di Casal di Principe soprannominato Cicciotto 'e Mezzanotte. Il racconto è composto anche dagli interventi del pm Antonello Ardituro e dello stesso Saviano che approfondiscono le implicazioni delle dichiarazioni della collaboratrice di giustizia. Attraverso la storia dell'insider si analizza la storia della criminalità legata all'agro aversano, la cosiddetta terra dei fuochi, ripercorrendo l'attività del clan dei Casalesi a partire dalla gestione di Antonio Bardellino, capo di camorra affiliato a cosa nostra, dell'intero ciclo dell'edilizia nella provincia di Caserta, nonché delle estorsioni e dei primi traffici illeciti di rifiuti. A seguito dell'uscita di scena di quest'ultimo la gestione passò a Bidognetti e a Francesco Schiavone detto Sandokan. Grazie anche al riciclaggio derivato dalla gestione dalle aziende Co.Bit. Sud per l'edilizia e La Concordia per le imprese funebri, il clan diviene una delle associazioni con introiti maggiori d'Italia, paragonabili a quelli di una holding finanziaria. I proventi maggiori derivavano dallo sversamento di rifiuti, anche tossici, inizialmente soprattutto nelle cave da cui erano estratti i materiali per l'edilizia ma in seguito anche nel resto del territorio. Le scorie provenivano dalla Lombardia, dalla Liguria, dalla Toscana e anche dall'estero. Ciò è reso possibile dal fatto che anche la gestione dello smaltimento legale è nelle mani dello stesso clan, nonché grazie ai legami politici dell'organizzazione, tra i quali spiccano quelli con Nicola Cosentino, sottosegretario di Stato al ministero dell'economia e delle finanze dal 12 maggio 2008 al 14 luglio 2010 nel governo Berlusconi IV. Tutto ciò emerge grazie alle inchieste e alle deposizioni di Carmine Schiavone e altri collaboratori di giustizia.

### Puntata 2
Nella seconda puntata è intervistata Piera Aiello la quale racconta della sua esperienza come vedova di mafia e successivamente come testimone di giustizia insieme alla sorella del marito Rita Atria durante l'ultimo periodo di vita di Paolo Borsellino, nonché delle conseguenze della successiva strage di via D'Amelio. Nel corso della puntata interviene l'ex pm Alessandra Camassa, sostituta procuratrice all'epoca delle vicende narrate, e figura anche don Luigi Ciotti.

### Puntata 3
Nella terza puntata è intervistato Giuseppe Misso, boss del clan Misso operante nel Rione Sanità di Napoli detto anche 'O Nasone. Si racconta dell'attività criminale di costui nonché del complesso rapporto che egli ebbe con Luigi Giuliano, il boss del clan Giuliano di Forcella detto Lovigino, caratterizzato prima da amicizia fraterna e poi da furia omicida, nel contesto della faida tra Nuova Camorra Organizzata e Nuova Famiglia. Nel corso della puntata interviene anche l'ex procuratore nazionale antimafia Franco Roberti.  

### Puntata 4
Nella quarta puntata è intervistata "Maria Monti", nome di copertura di un'agente di polizia infiltrata nella criminalità organizzata nel corso dell'operazione Dinero, la quale avvenne in collaborazione con la DEA statunitense e portò all'arresto del "broker della cocaina" Pasquale Claudio Locatelli ("Mario di Madrid", che appare anche nel romanzo-inchiesta ZeroZeroZero) e portò alla luce un'attività criminale dagli immensi profitti (il cartello di Cali si dichiarò interessato a riciclare 500 milioni di dollari). L'operazione portò all'arresto di 116 persone, al sequestro di 9000 kg di cocaina e al recupero di circa 52 milioni di dollari attraverso una finta banca, la RHM Trust bank con sede legale in Anguilla e apparentemente dedita al riciclaggio di denaro ma in realtà gestita direttamente dal governo statunitense. Furono inoltre sequestrate navi, armi, gioielli e tre opere d'arte (un Picasso, un Reynolds e un Rubens) dal valore di 15 milioni di dollari. Nel corso della puntata interviene anche il pm Franco Ionta, uno dei coordinatori delle indagini dell'operazione.

## Ascolti
| Edizione | Puntata | Data              | Telespettatori | Share | Note   |
| -------- | ------- | ----------------- | -------------- | ----- | ------ |
| 1ª       | 1       | 12 febbraio 2022  | 941.000        | 4,69% | [ 5 ]  |
| 1ª       | 2       | 19 febbraio 2022  | 1.201.000      | 5,7%  | [ 6 ]  |
| 1ª       | 3       | 26 febbraio 2022  | 835.000        | 4,05% | [ 7 ]  |
| 1ª       | 4       | 5 marzo 2022      | 817.000        | 4,05% | [ 8 ]  |
| 2ª       | 1       | 2 settembre 2024  | 785.000        | 5,22% | [ 9 ]  |
| 2ª       | 2       | 9 settembre 2024  | 746.000        | 4,26% | [ 10 ] |
| 2ª       | 3       | 16 settembre 2024 | 653.000        | 3,71% | [ 11 ] |
| 2ª       | 4       | 23 settembre 2024 | 607.000        | 3,38% | [ 12 ] |